# Che io mi aiuti
| Recensione | Giudizio |
| ---------- | -------- |
| Rockol     | 6/10     |

Che io mi aiuti è il primo album in studio del rapper italiano Bresh, pubblicato il 14 febbraio 2020. Il 24 luglio dello stesso anno viene ristampato con il titolo Che io ci aiuti con l'aggiunta di alcuni brani inediti, venendo certificato disco di platino.

## Tracce
1. Scooter - Intro – 2:32
2. Oblò (feat. Rkomi) – 3:37
3. Rabbia distillata – 2:36
4. Parà (feat. Tedua) – 2:56
5. Che io mi aiuti – 2:27
6. Girano (feat. Izi) – 3:34
7. No Problem – 3:36
8. Skit – 2:31
9. Team (feat. Vaz Tè) – 2:35
10. No Heroes - Outro – 3:51

Tracce bonus nell'edizione Che io ci aiuti
1. Spazio (Nuova Era) – 3:09
2. Hooligans (feat. Shune) – 2:28
3. Clean (feat. Ketama126, Shune) – 2:52
4. Mai brillo (feat. Disme, Vaz Tè) – 2:54
5. Disoriental Express (feat. Giaime, Garelli) – 2:47
6. Non ho eroi – 3:44